# Senarba acanthicoxa
Senarba acanthicoxa is een hooiwagen uit de familie Assamiidae.